# Omositoidea gigantea
Omositoidea gigantea is een keversoort uit de familie glanskevers (Nitidulidae). De wetenschappelijke naam van de soort is voor het eerst geldig gepubliceerd in 1892 door Schaufuss.